# Essertenne-et-Cecey
Essertenne-et-Cecey – miejscowość i gmina we Francji, w regionie Burgundia-Franche-Comté, w departamencie Górna Saona.
Według danych na rok 1990 gminę zamieszkiwały 314 osoby, a gęstość zaludnienia wynosiła 28 osób/km² (wśród 1786 gmin Franche-Comté Essertenne-et-Cecey plasuje się na 442. miejscu pod względem liczby ludności, natomiast pod względem powierzchni na miejscu 370.).